# Коростенський автобус
Коростенський автобус – система автобусного громадського транспорту Коростеня.
Система складається із міських маршрутів. На січень 2025 р. діє 9 маршрутів. Більшість приміських рейсів також здійснює перевезення по місту. Основним перевізником є ТОВ "Автосвіт ЛТД" і приватні підприємці.

## Історія
З 2015 року з'явився новий маршрут № 2А.
З 2019 року з'явився новий маршрут № 7А.
З 18 березня по 1 червня 2020 року через пандемію COVID-19, у місті курсував лише відомчий транспорт.
З грудня 2020 показали бланк заяви на участь у конкурсі з перевезення пасажирів міським транспортом загального користування.

## Маршрути
| Номер маршруту | Початкова зупинка  | Слідує через       | Кінцева зупинка    | Перевізники                             | Примітки   |
| -------------- | ------------------ | ------------------ | ------------------ | --------------------------------------- | ---------- |
| 1              | Залізничний вокзал |                    | Поліське           | ТОВ "Автосвіт ЛТД" ФОП Дідківський О.М. |            |
| 2              | Залізничний вокзал |                    | Пашини             | ТОВ "Автосвіт ЛТД" ФОП Шикерявий С.М.   |            |
| 2А             | Залізничний вокзал | вул. Набережна     | Пашини             | ТОВ "Автосвіт ЛТД"                      | Відмінений |
| 2Б             | Гастелло           |                    | Пашини             | ТОВ "Автосвіт ЛТД"                      |            |
| 3              | Залізничний вокзал |                    | Подільський вокзал | ТОВ "Автосвіт ЛТД" ФОП Шикерявий С.М.   |            |
| 4              | Залізничний вокзал |                    | вул. Київська      | ТОВ "Автосвіт ЛТД"                      |            |
| 5              | вул. Грушевського  |                    | Вантажний термінал | ТОВ "Автосвіт ЛТД" ФОП Левківський М.М. |            |
| 6              | Цегельний завод    | Залізничний вокзал | вул. Житомирська   | ТОВ "Автосвіт ЛТД"                      |            |
| 7              | Залізничний вокзал |                    | Гастелло           | ТОВ "Автосвіт ЛТД" ФОП Левківський М.М. |            |
| 7А             | Залізничний вокзал |                    | Гастелло           | ТОВ "Автосвіт ЛТД" ФОП Левківський М.М. | Відмінений |
| 8              | Гастелло           |                    | Бровар             | ТОВ "Автосвіт ЛТД"                      |            |
| 12             | ЖБС                |                    | вул. Київська      | ТОВ "Автосвіт ЛТД"                      | Відмінений |